# زندگی کوتاه است
زندگی کوتاه است نام کتابی نوشتهٔ یوستین گردر نویسنده نروژی است که در سال ۱۹۹۶ میلادی در نروژ منتشر شد. این کتاب در سال ۱۳۸۱ توسط مهرداد بازیاری ترجمه شد و نشر هرمس آن را منتشر کرد. این کتاب با مقدمه ای از فرید رائد با نام در رنگ و نیرنگ عشق به چاپ رسیده‌است.
گردر در بوئنوس آیرس پایتخت آرژانتین یک نسخه دست نوشتهٔ قدیمی به نام دفترچه یادداشت فلوریا (به لاتین: Codex Floriae) را از یک کتاب‌فروشی خریداری کرد که در آن «فلوریا آملیا» حاصل چندین سال زندگی خود با آگوستین را در نامه‌ای عاشقانه به وی می‌نویسد.
آگوستین که در حدود سال ۴۰۰ میلادی کتابی به نام اعترافات نوشته بود با برشمردن گناهان و خطاهای خود اشاراتی ضمنی به زنی دارد که دوازده سال از زندگی‌اش را بدون برگزاری ازدواج با او گذرانده بود ولی او را ترک می‌کند تا از تمامی لذات این جهانی چشم پوشد و به رستگاری روحی و نجات معنوی برسد.
کتاب زندگی کوتاه است حاصل نامه‌های عاشقانهٔ فلوریا به آگوستین است.